# Shumanay
Shumanay (uzb. cyr.: Шуманай; karakałp.: Шоманай, Shomanay; ros.: Шуманай, Szumanaj) – miasto w zachodnim Uzbekistanie, w Republice Karakałpackiej, siedziba administracyjna tumanu Shumanay. W 1989 roku liczyło ok. 10,5 tys. mieszkańców.
Miejscowość otrzymała prawa miejskie w 1983 roku.